# Selección de netball de Escocia
La selección de netball de Escocia representa a Escocia en torneos internacionales de netball como la Copa Mundial de Netball, los Juegos de la Mancomunidad, el Campeonato Europeo de Netball y la Copa de Naciones de Netball de Singapur. Escocia también compite efectivamente en la Superliga de Netball. Entre 2008 y 2011 jugaron como Glasgow Wildcats. Desde 2017 juegan como las Sirenas. A partir del 21 de julio de 2019 , Escocia ocupa el octavo lugar en el ranking de la INF.

## Participaciones

### Copa Mundial de Netball
| Año   | Pos.  |
| ----- | ----- |
| 1963  | 8°    |
| 1967  | 7°    |
| 1971  | 6°    |
| 1975  | 6°    |
| 1979  | 17°   |
| 1983  | 6°    |
| 1987  | 9°    |
| 1991  | 9°    |
| 1995  | 22°   |
| 1999  | 20°   |
| 2003  | 15°   |
| 2007  | 14°   |
| 2015  | 12º   |
| 2019  | 11º   |
| Total | 14/14 |

### Juegos de la Mancomunidad

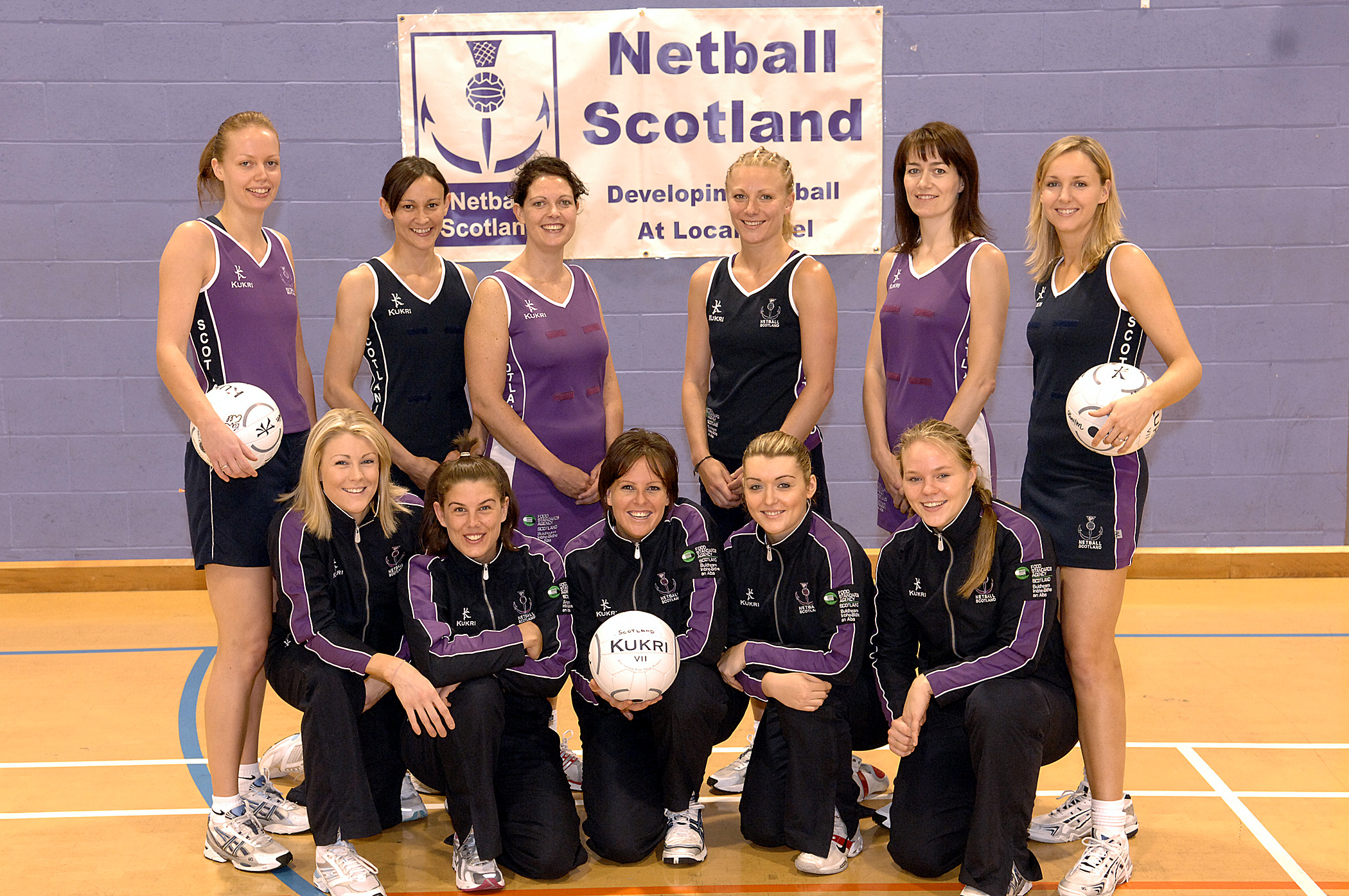
Selección femenina de netball de Escocia en 2006

| Año   | Pos.         |
| ----- | ------------ |
| 1998  | No participó |
| 2010  | No participó |
| 2014  | 9°           |
| 2018  | 9°           |
| Total | 2/6          |

### Campeonato Europeo de Netball
| Año   | Pos.              |
| ----- | ----------------- |
| 2005  | Medalla de bronce |
| 2006  | Medalla de bronce |
| 2007  | Medalla de bronce |
| 2010  | Medalla de bronce |
| 2011  | 4°                |
| 2012  | 4°                |
| 2013  | 4°                |
| 2014  | Medalla de plata  |
| 2015  | 6°                |
| 2016  | Medalla de bronce |
| 2017  | Medalla de bronce |
| 2019  | No participó      |
| Total | 11/12             |

### Copa de Naciones de Netball de Singapur
| Año   | Pos.              |
| ----- | ----------------- |
| 2006  | Medalla de bronce |
| 2007  | No participó      |
| 2008  | No participó      |
| 2009  | Medalla de plata  |
| 2010  | Medalla de plata  |
| 2011  | No participó      |
| 2019  | No participó      |
| Total | 3/13              |

## Superliga de Netball
Escocia compite efectivamente en la Superliga de Netball. Entre 2008 y 2011 jugaron como Glasgow Wildcats. Uno de los principales objetivos de la formación de la franquicia Glasgow Wildcats fue ayudar a Escocia a prepararse para los Juegos de la Commonwealth de 2014 , que se celebraron en Glasgow . Posteriormente, Denise Holland fue nombrada entrenadora conjunta de los Wildcats y Escocia. Desde 2017 han jugado como las Sirenas. Gail Parata se desempeñó como entrenador en jefe conjunto de Sirens y Escocia. En la Copa del Mundo de Netball de 2019 , once de la escuadra de Escocia eran jugadores de Sirens.

## Jugadoras

### Equipo actual
Plantillas convocadas para la Copa Mundial de Netball de 2019.
| Nombre            | Pos         | DOB                               | Altura          | Club             |
| ----------------- | ----------- | --------------------------------- | --------------- | ---------------- |
| Emma Barrie       | GS, POR     | 13 de abril de 2002 (17 años)     | 1,94 m (6′ 4″)  | Sirens           |
| Kelly Boyle       | WA, C       | 11 de mayo de 1996 (23 años)      | 1,65 m (5′ 5″)  | Sirens           |
| Lynsey Gallagher  | GS, GA, WA  | 20 de mayo de 1992 (27 años)      | 1,75 m (5′ 9″)  | Sirens           |
| Ella Gibbons      | GD, POR     | 24 de noviembre de 1994 (24 años) | 1,91 m (6′ 3″)  | Sirens           |
| Bethan Goodwin    | GS, GA      | 4 de julio de 1999 (20 años)      | 1,85 m (6′ 1″)  | Sirens           |
| Claire Maxwell () | C, WD       | 10 de agosto de 1988 (30 años)    | 1,75 m (5′ 9″)  | Sirens           |
| Niamh McCall      | GA, WA      | 28 de abril de 2000 (19 años)     | 1,78 m (5′ 10″) | Sirens           |
| Nicola McCleery   | WA, C       | 12 de octubre de 1995 (23 años)   | 1,68 m (5′ 6″)  | Sirens           |
| Sarah MacPhail    | GD, WD, C   | 8 de agosto de 1997 (21 años)     | 1,78 m (5′ 10″) | Sirens           |
| Hayley Mulheron   | POR, GD     | 27 de abril de 1986 (33 años)     | 1,85 m (6′ 1″)  | Sirens           |
| Emily Nicholl     | GD, WD      | 24 de mayo de 1994 (25 años)      | 1,80 m (5′ 11″) | Sirens           |
| Lauren Tait       | POR, GD, WD | 10 de agosto de 1996 (22 años)    | 1,86 m (6′ 1″)  | Glasgow Saltiers |

## Entrenadores
| Nombre            | Período   |
| ----------------- | --------- |
| Mary Ann Cosgrove | 1999      |
| Anne Clark        | 2003-2008 |
| Denise Holland    | 2008-2012 |
| Gail Parata       | 2016-2019 |
| Tamsin Greenway   | 2020–     |